# Molnár Gyula (zenész)
dr. Molnár Gyula (Szeged, 1944. január 30. –) biológus, ornitológus, természetfotós, természetvédő, zenész.

## Élete
Iskoláit Szegeden végezte.
Már 10 éves korától érdekelte a zene és a madarak. Klarinétozni, zongorázni tanult. 
A szegedi Radnóti Miklós Gimnázium biológia szakkörének, majd az önképzőkörének is elnöke volt. Zenekarokban játszott.
 
A zene mellett a madarak tanulmányozása lett a fő időtöltése, ezért is választotta az egyetemen a biológia szakot. Már 12 évesen lelkes természetfotós volt, 15 éves korában pedig már megjelent egy rövid cikke és egy fényképe a jégmadárról a Természet Világa c. folyóiratban.

## Tevékenysége
A szegedi József Attila Tudományegyetem biológia-kémia szakán diplomázott. Volt nevelőtanár és igazgatóhelyettes is, de tanította is tárgyait. 1983-ban "Summa cum laude" minősítéssel szerezte meg doktori címét.
A Magyar Madártani Egyesület főállású szervező titkára volt 1986-tól, végül 1994 óta a Szegedi Tudományegyetem Juhász Gyula Tanárképző Főiskola Biológia Tanszékén adjunktus, jelenleg nyugdíjas c. egyetemi docens.
1964-ben – húszévesen – megalakította saját zenekarát, a későbbi Molnár Dixieland Band-et, amellyel azóta is sikert sikerre halmoz. Számos rádió- és televízió-felvételük volt/van, hat nagylemezük és tíz CD-jük jelent meg, és több mint ötven alkalommal képviselték hazánkat vagy városukat külföldi dzsessz-fesztiválokon, amelyeken világhírű szólistákkal is felléptek. Zenekarának tagjaival számos fesztivál szervezője is (pl. Dóm Dixie Gála).
A természetfotózás területén sok képe jelent meg hazai és külföldi folyóiratokban és könyvekben. 1989-ben többekkel megalakította a Magyar Természetfotósok Szövetségét (naturArt), amelynek 1998-ig alelnöke is volt. Sok belföldi kiállítása volt, külföldre is meghívták képeit, pályázatokon több díjat nyert. A fényképezés terén Szeged Város Alkotói Díjasa.
Gyermekkora óta járja a Dél-Alföldet, s a madarakon keresztül – látva a fajok és egyedszámuk, valamint az élőhelyek fogyatkozását – lett vérbeli környezet- és természetvédővé. Kutatásai alatt tudományosan megalapozottan javasolta – és végigvitte – több dél-alföldi terület védetté nyilvánítását, melyek ma már a Kiskunsági, vagy a Körös-Maros Nemzeti Parkok védett illetve fokozottan védett részei. A Szegedi Egyetemen alakult Tiszakutató Munkaközösség tagja volt, ahol főleg ornitológiai állapotfelméréseket végzett.
Tagja illetve vezetőségi tagja több civil szervezetnek, mint a Magyar Madártani és Természetvédelmi egyesületnek, a Kiss Ferenc Csongrád Megyei Természetvédelmi Egyesületnek (CSEMETE), a Természetbúvár Egyesületnek, a Magyar Természetvédők Szövetségének.  Rendszeresen tart/tartott minden tanévben a megye általános és középiskoláiban természetvédelemmel kapcsolatos ismeretterjesztő előadásokat.
Társadalmi-közéleti tevékenysége is jelentős: Szeged város önkormányzatában 1990-98 között bizottsági szakértő. A Szegedi Zeneiskoláért, a Magyar Jazz-zenészek és a Magyar Klarinétosok Szövetségének tagja.

## Művei
- Az én Alföldem; Kossuth, Bp., 2010
- A civilizáció káros hatásai az élővilágra Magyarországon; szerk. Molnár Gyula, Andrési Pál; Typotex, Bp., 2019

## Elismerései
- Környezetünkért miniszteri (nagy) kitüntetés
- EMERTON és Juhász Gyula Díjas előadóművész
- zenekarával is Emerton díjas
- Salgótarján város Pro Urbe díjasa
- zenekarával a Szegedért Emlékérem és Szeged Város Aranyérmének kitüntetettje
- A Magyar Köztársasági Érdemrend lovagkeresztje (2004)[1]